# Берк (Техас)
Берк (англ. Burke) — місто (англ. city) в США, в окрузі Анджеліна штату Техас. Населення — 691 особа (2020).

## Географія
Берк розташований за координатами 31°14′12″ пн. ш. 94°45′51″ зх. д. / 31.23667° пн. ш. 94.76417° зх. д. (31.236756, -94.764104).  За даними Бюро перепису населення США в 2010 році місто мало площу 7,01 км², з яких 6,94 км² — суходіл та 0,08 км² — водойми. В 2017 році площа становила 7,37 км², з яких 7,29 км² — суходіл та 0,08 км² — водойми.

## Демографія
Згідно з переписом 2010 року, у місті мешкало 737 осіб у 256 домогосподарствах у складі 201 родини. Густота населення становила 105 осіб/км².  Було 289 помешкань (41/км²).
Расовий склад населення:
| - 88,9 % — білих - 3,0 % — чорних або афроамериканців - 0,5 % — корінних американців - 0,1 % — азіатів - 6,8 % — осіб інших рас |

До двох чи більше рас належало 0,7 %. Частка іспаномовних становила 20,2 % від усіх жителів.
За віковим діапазоном населення розподілялося таким чином: 29,3 % — особи молодші 18 років, 60,1 % — особи у віці 18—64 років, 10,6 % — особи у віці 65 років та старші. Медіана віку мешканця становила 33,5 року. На 100 осіб жіночої статі у місті припадало 103,6 чоловіків;  на 100 жінок у віці від 18 років та старших — 98,1 чоловіків також старших 18 років.
Середній дохід на одне домашнє господарство  становив 54 958 доларів США (медіана — 43 661), а середній дохід на одну сім'ю — 64 274 долари (медіана — 54 688). Медіана доходів становила 39 643 долари для чоловіків та 21 979 доларів для жінок. За межею бідності перебувало 11,0 % осіб, у тому числі 14,4 % дітей у віці до 18 років та 9,6 % осіб у віці 65 років та старших.
Цивільне працевлаштоване населення становило 331 особа. Основні галузі зайнятості: освіта, охорона здоров'я та соціальна допомога — 21,5 %, виробництво — 16,3 %, науковці, спеціалісти, менеджери — 13,3 %, роздрібна торгівля — 11,2 %.